# 458 Hercynia
Hercynia (asteroide 458) é um asteroide da cintura principal com um diâmetro de 38,75 quilómetros, a 2,2686923 UA. Possui uma excentricidade de 0,2423835 e um período orbital de 1 892,71 dias (5,18 anos).
Hercynia tem uma velocidade orbital média de 17,21193404 km/s e uma inclinação de 12,62356º.
Esse asteroide foi descoberto em 21 de Setembro de 1900 por Max Wolf, Arnold Schwassmann.